# Arts 276
Arts 276 est un établissement public de coopération culturelle créé en 2006 par le conseil régional de Haute-Normandie et les conseils départementaux de l'Eure et de la Seine-Maritime.
Sa mission est de gérer le festival Automne en Normandie, qui succède au festival Octobre en Normandie.
Le budget de la manifestation s'élève à 2,8 millions d'euros dont 2,5 millions d'euros de subvention des collectivités membres de l'EPCC, répartis comme suit : département de Seine-Maritime 63 %, département de l’Eure 12 %, Région Haute-Normandie 25 %.